# サガミホールディングス
株式会社サガミホールディングスは、「サガミ」等の和食レストランチェーンを展開するグループの持株会社である。愛知県名古屋市守山区に本社を置き、店舗は愛知県ほか東海地方を中心に近畿地方や関東地方にも出店している。2018年に持株会社体制へ移行し、株式会社サガミチェーンから株式会社サガミホールディングスへ商号を変更した。

## 歴史・概要
1970年（昭和45年）3月4日に栗本宗夫らが名古屋市中村区で「株式会社サガミチェーン」を設立し、同年に「ほていや」桜山店、中村店、今池店の 社員食堂の運営を受託したのが始まりである。
そば・うどんの飲食店のチェーン展開を構想しており、設立当初から自社製麺を行っていた。
1971年（昭和46年）にユニー今池店に社員食堂の他に「きしめんのサガミ」を出店し、一般向けの飲食店の営業を開始した。
1972年（昭和47年）11月に「株式会社ジーベンサガミ」を設立して、レストラン部門を独立させ、「キッチンどるふ」中川店を出店した。
1974年（昭和49年）12月に単独店舗の「サガミ」池下店を出店し、1977年（昭和52年）11月に西春日井郡春日町に駐車場付きのロードサイド型の麺類・和食の大型店の「サガミ」名岐店を出店したのを皮切りに、郊外型ロードサイド店の多店化を始めた。
1978年（昭和53年）2月に「株式会社どんどん庵」を設立し、「どんどん庵」如意店を出店した。
1982年（昭和57年）に「株式会社ジーベンサガミ」を吸収合併した。
1986年（昭和61年）2月に名古屋市守山区に守山工場、1988年（昭和63年）7月に愛知県海部郡飛島村に飛島工場を、各々開設してうどんやそば粉、麺つゆの原液等の生産体制を整備した。
その間の1987年（昭和62年）には物流センターを開設して配送体制を整備している。
1991年（平成3年）9月4日に名古屋証券取引所2部上場。
1993年（平成5年）4月に「じゅうはち家」を出店。
1994年（平成6年）7月に「味の太鼓判」を出店し、低価格の うどん・そば店 の展開を始めた。
1995年（平成7年）に大阪府松原市に関西事務所を開設した。
1996年（平成8年）7月1日には東京証券取引所2部に上場し、東京証券取引所と名古屋証券取引所の各1部に上場した。
1999年（平成3年）2月に「浜木綿」と物流と商品開発の共同化で業務提携を行った。
2018年（平成30年）5月11日に開催された持株会社体制移行決定取締役会で、10月1日を目途に簡易分割方式による持株会社体制へ移行すること、すなわち当社を分割会社として子会社を分割承継会社とする会社分割により、持株会社と事業会社に分割して当社グループは持株会社体制とすることを決議し、これに伴い「商号の変更」および「定款の一部変更」を6月28日開催の株主総会に付議することを決議した。6月4日に取締役会において、吸収分割による持株会社体制への移行の決定、株式会社ディー・ディー・エーとの吸収分割契約の締結を決議。10月1日付けで当社を「株式会社サガミホールディングス」、ディー・ディー・エーを「サガミレストランツ株式会社」へそれぞれ商号変更した。分割してサガミレストランツへ承継する事業は、「和食麺処サガミ」「さがみ庭」「サガミ村」「健やか食堂」「SAGAMI金城ふ頭店」「Dela PASTA Kicthen」および「たい夢」の屋号で運営する店舗の運営事業である。

## 年表
- 1970年（昭和45年）
  - 3月4日[2] - 栗本宗夫らが名古屋市中村区で「株式会社サガミチェーン」を設立[8]。
  - 「ほていや」桜山店、中村店、今池店の[6] 社員食堂の運営を受託[7]。
- 1971年（昭和46年）にユニー今池店に社員食堂の他に「きしめんのサガミ」を出店し、一般向けの飲食店の営業を開始した[7]。
- 1972年（昭和47年）
  - 11月[9] - 「株式会社ジーベンサガミ」を設立し[9]、レストラン部門を独立させる[7]。
  - 「キッチンどるふ」中川店を出店[7]。
- 1974年（昭和49年）12月 - 単独店舗の「サガミ」池下店を出店[8]。
- 1977年（昭和52年）11月 - 西春日井郡春日町に駐車場付きのロードサイド型の麺類・和食の大型店の「サガミ」名岐店を出店したのを皮切りに、郊外型ロードサイド店の多店化を開始[8]。
- 1978年（昭和53年）
  - 2月 - 「株式会社どんどん庵」を設立[9]。
  - 「どんどん庵」如意店を出店[7]。
- 1982年（昭和57年） - 「株式会社ジーベンサガミ」を吸収合併[7]。
- 1986年（昭和61年）2月 - 名古屋市守山区に守山工場を開設[8]。
- 1987年（昭和62年） - 物流センターを開設[7]。
- 1988年（昭和63年）7月 - 愛知県海部郡飛島村に飛島工場を開設[8]。
- 1991年（平成3年）9月4日 - 名古屋証券取引所2部に上場[10]。
- 1993年（平成5年）4月 - 「じゅうはち家」を出店[11]。
- 1994年（平成6年）7月 - 「味の太鼓判」を出店[12]。
- 1995年（平成7年） - 大阪府松原市に関西事務所を開設[7]。
- 1996年（平成8年）7月1日 - 東京証券取引所2部に上場[2][14]。
- 1997年（平成9年）7月1日 - 東京証券取引所、名古屋証券取引所各1部上場[1][4]。
- 1999年（平成3年）2月 - 「浜木綿」と物流と商品開発の共同化で業務提携[15]。
- 2014年（平成16年）1月7日 - 味の民芸フードサービス株式会社の株式を取得し子会社とする[4]。
- 2015年（平成17年）2月4日 - 一般財団法人和食文化国民会議に加盟[4]。
- 2018年（平成18年）10月1日 - 持株会社体制へ移行し、株式会社サガミホールディングスに商号変更。株式会社ディー・ディー・エーはサガミレストランツ株式会社に商号変更[16][17]。
- 2019年（平成19年）
  - 6月27日 - 監査等委員会設置会社へ移行[4]。
  - 7月14日 - 本社機能を名古屋市守山区森孝から守山区八剣に移転[4]。

## サガミホールディングス傘下の店舗

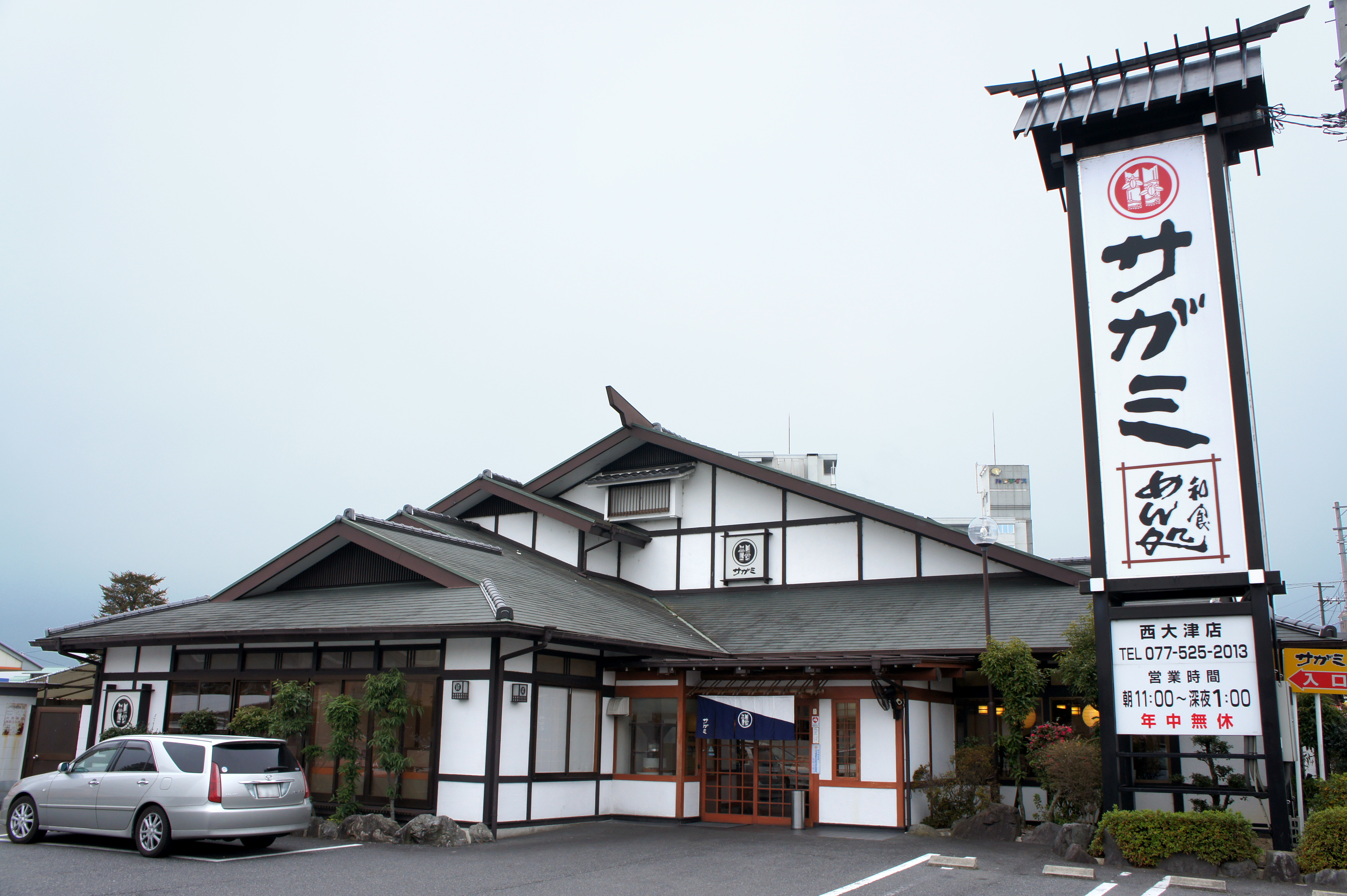
サガミ西大津店（滋賀県大津市）

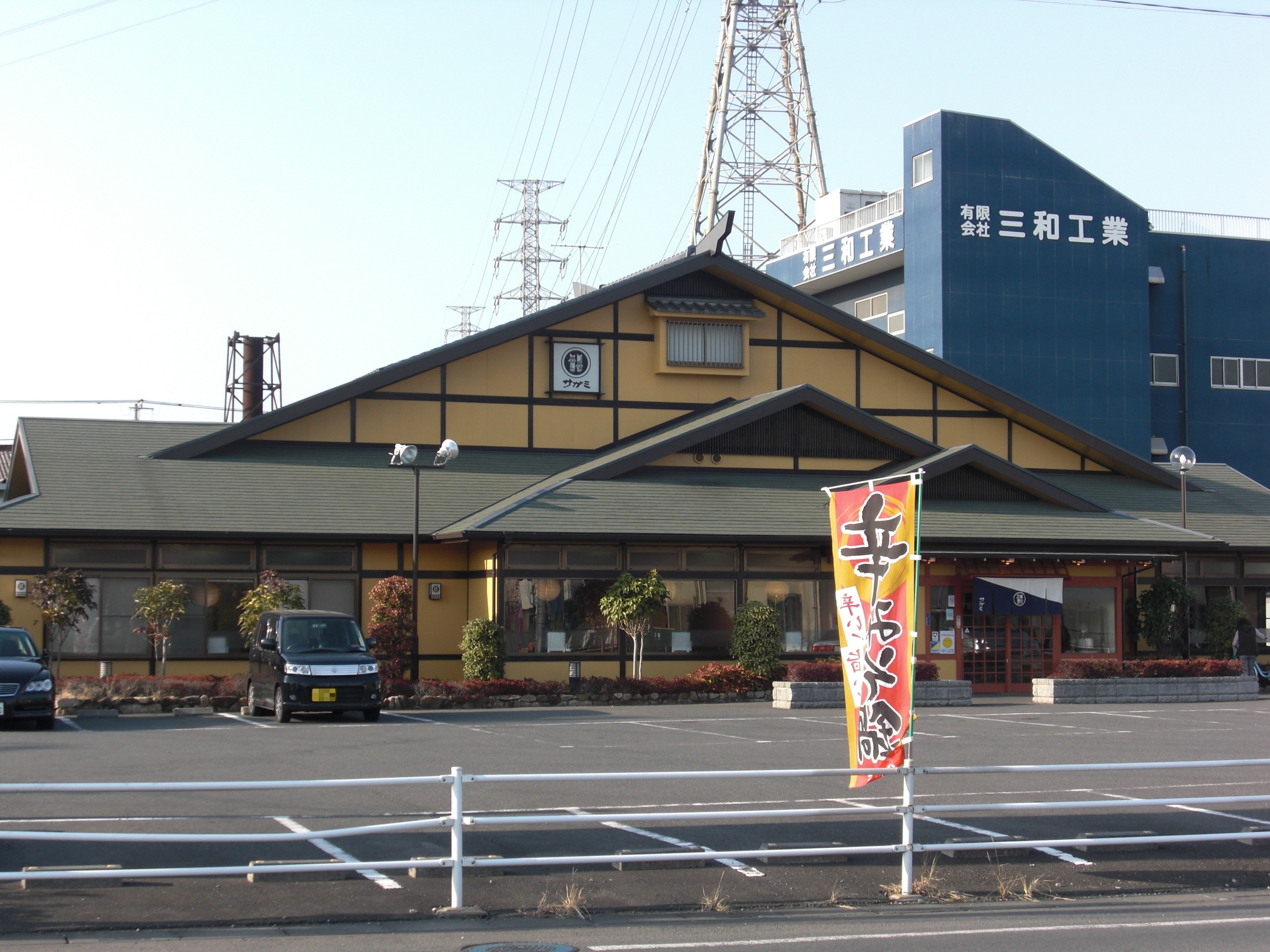
サガミ八潮店（埼玉県八潮市

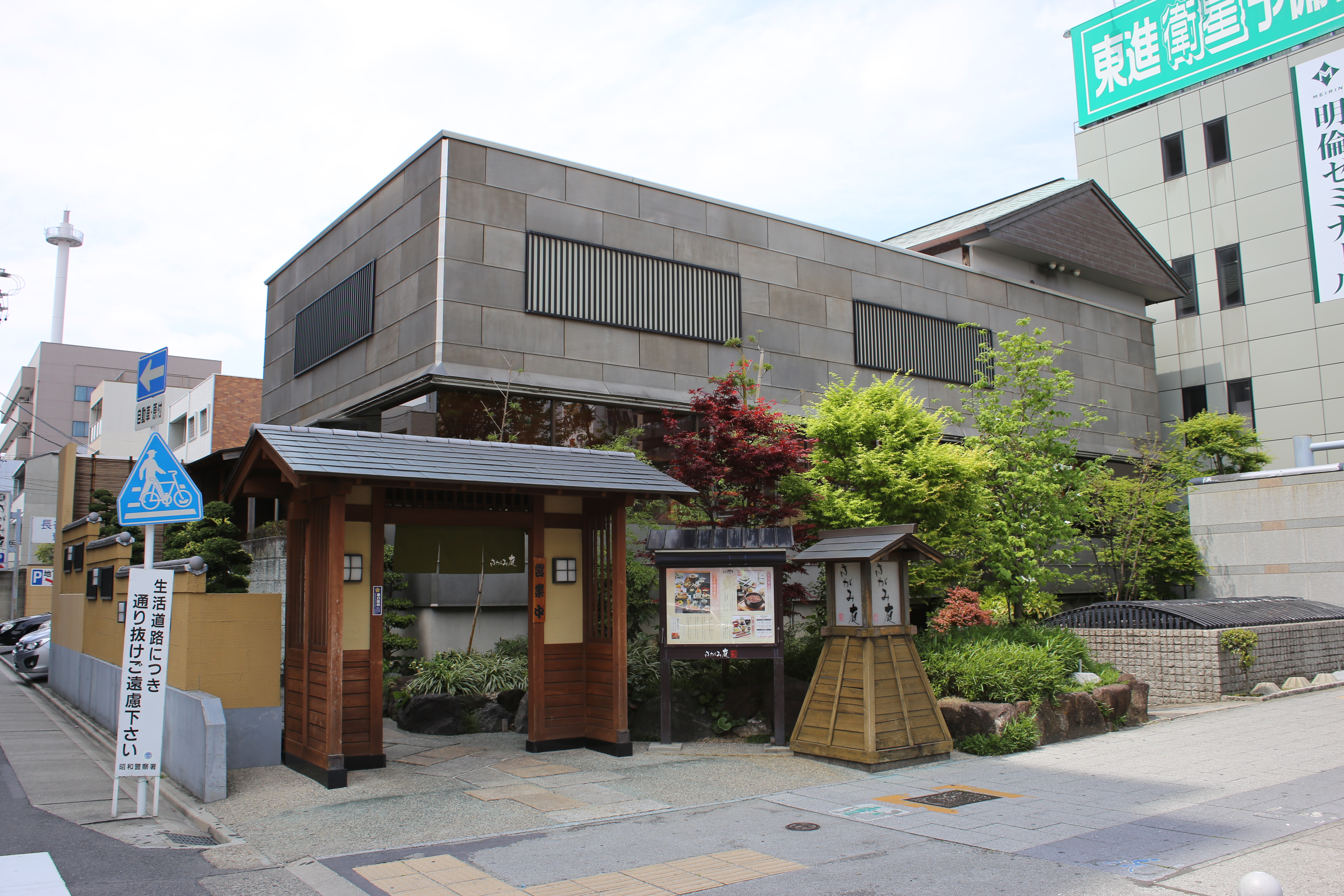
さがみ庭御器所店（名古屋市昭和区）

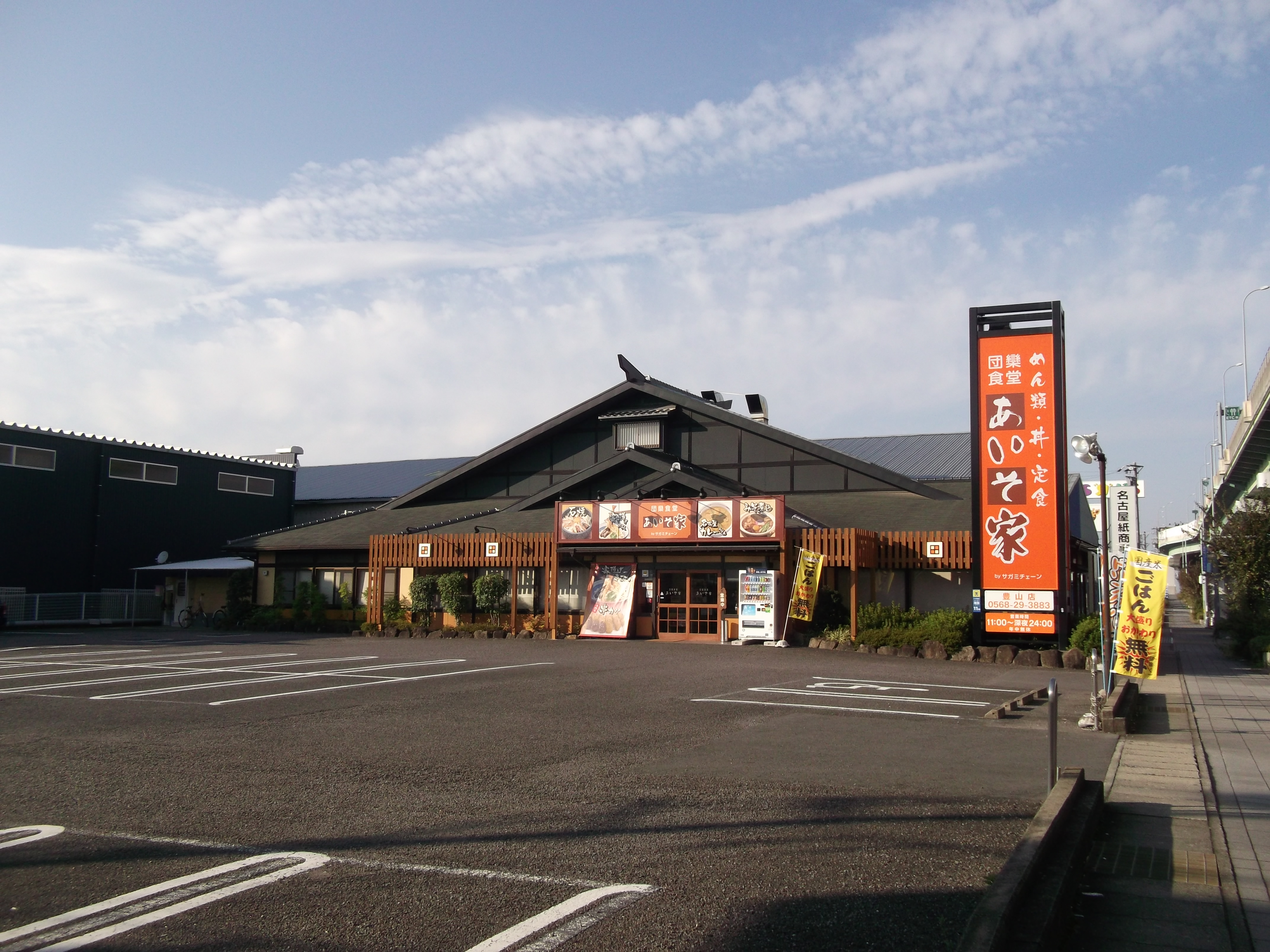
あいそ家豊山店（愛知県豊山町）

### 現在の営業店舗
- 和食麺処サガミ

そば・うどん・天婦羅を主力商品としている 和食と麺類の主力業態のレストラン。
- 味の民芸

手延べうどんと和食店。2014年1月、味の民芸フードサービス株式会社がグループ企業となった。
- どんどん庵

セルフサービス方式のうどん店。
- あいそ家

サがミより低価格に押さえたメニューを揃えてある。
- 製麺大学

セルフサービス方式の新業態うどん店。
- らーめん専門店ぶぶか

東京・吉祥寺発祥のラーメン・油そば専門店。

### 過去の営業店舗
- じゅうはち家

中華そばと焼肉を主力商品とするレストラン。
- 味の太鼓判

低価格の うどん・そば店。
- めんめん亭

中華料理店。
- どるふ

洋食・喫茶。
- OVERJOY[要出典]

炭焼ハンバーグ&ステーキ専門店。
- ボンパナ

蕎麦打ちでの製粉技術を生かし、2007年11月に岐阜県羽島市にオープンしたパン専門店。2009年6月に株式会社ボンパナとして設立され、2011年8月に全株式を譲渡している。

## 関連会社
- サガミレストランツ株式会社
- 味の民芸フードサービス株式会社
- 株式会社サガミフード
- 株式会社サガミマネジメント
- サガミインターナショナル株式会社
- SINGAPORE SAGAMI PTE.LTD.（シンガポール）
- VIETNAM SAGAMI JSC （JOINT STOCK COMPANY）（ベトナム）

## 書籍

### 関連書籍
- 『世界は広い』（著者:鎌田敏行）（2021年11月25日、中部経済新聞社）ISBN 9784885202384 - サガミHD鎌田敏行会長の自叙伝

## テレビ番組
- 日経スペシャル カンブリア宮殿 不採算店も続々復活！ "真の客目線"戦略の秘密（2024年1月25日、テレビ東京）- 会長 鎌田敏行出演[20]。

## 備考
名称の類似するさが美とは直接の関係はないが、ともに現在のユニーに由来して命名しており、さが美は嵯峨美、当社は嵯峨味から名づけられている。
名古屋市守山区のサガミ本社ビル内に在名古屋イスラエル国名誉領事館があり、会長の鎌田敏行氏が名誉領事となっている。